# Lea Mauly
Lea Mauly (* 6. Mai 1999 in Wilhelmshaven) ist eine deutsche Fußballspielerin. Sie ist seit dem 1. Juli 2024 Vertragsspielerin des SV Meppen.

## Karriere

### Vereine
Mauly begann für den in ihrem Geburtsort im Stadtteil Voslapp ansässigen Mehrspartensportverein Spiel- und Turnverein Voslapp mit dem Fußballspielen. Im Jahr 2012 gehörte sie dem Sportgymnasium Magdeburg an kam für die B-Juniorinnen des angegliederten Magdeburger FFC von 2013 bis 2016 in der Staffel Nord/Nordost der B-Juniorinnen-Bundesliga in 39 Punktspielen zum Einsatz, in denen sie zehn Tore erzielte. Noch vor Ablauf der Saison 2015/16 wurde sie in drei Punktspielen der ersten Mannschaft in der drittklassigen Regionalliga Nordost eingesetzt. Ihr Debüt im Seniorinnenbereich gab sie am 20. März 2016 (15. Spieltag) bei der 0:4-Niederlage im Auswärtsspiel gegen den 1. FC Union Berlin mit Einwechslung für Caroline Hildebrand in der 40. Minute. In ihrem zweiten Drittligaspiel am 17. April 2016 (18. Spieltag) beim 3:0-Sieg im Heimspiel gegen die SG Blau-Weiß Beelitz, gelang ihr mit dem Treffer zum 2:0 in der 71. Minute ihr erstes Tor im Seniorinnenbereich. Zur Saison 2016/17 rückte sie endgültig in den Kader der ersten Mannschaft auf, für die sie bis zum Saisonende 2017/18 weitere 32 Punktspiele bestritt und 14 Tore erzielte.
Anschließend, von 2018 bis 2023, gehörte sie RB Leipzig an. In den ersten beiden Saisonen bestritt sie 36 Drittligaspiele, in denen ihr neun Tore gelangen. Danach war sie Teil der Mannschaft die bis Saisonende 2022/23 in der 2. Bundesliga vertreten war und für die sie zur regionalen Meisterschaft, gleichbedeutend mit dem ersten Aufstieg in die Bundesliga, beigetragen hatte, jedoch nicht mit aufstieg, sondern sich ins Ausland begab.
Zur Saison 2023/24 wurde sie vom österreichischen Bundesligisten FK Austria Wien verpflichtet. Für diesen bestritt sie 17 Punkt- und vier Pokalspiele und debütierte zum Saisonstart am 25. August 2023 bei der 0:1-Niederlage im Heimspiel gegen den späteren Meister SKN St. Pölten. Ihr erstes von zwei Saisontoren erzielte sie am 27. April 2024 (14. Spieltag) beim 2:2-Unentschieden im Heimspiel gegen den USV Neulengbach mit dem Treffer zum Endstand in der zweiten Minute der Nachspielzeit. Mit der Mannschaft erreichte sie am 9. Mai 2024 das Finale um den ÖFB-Cup, das sie mit ihrer Mannschaft mit 0:3 in Wiener Neustadt gegen den SKN St. Pölten verlor.
Zur Saison 2024/25 wurde sie vom Zweitligisten SV Meppen verpflichtet, für den sie zum Saisonstart am 25. August 2024 ihre Premiere hatte.

### Auswahlmannschaft
Mauly kam als Spielerin der U18-Auswahlmannschaft des Fußballverbandes Sachsen-Anhalt im Turnier um den DFB-Länderpokal an der Sportschule Wedau in Duisburg 2015 und 2016 in jeweils acht Spielen zum Einsatz.

## Erfolge
- Finalist ÖFB-Cup 2024
- Meister 2. Bundesliga 2023